# William Willoughby-Tottenham
Pour les articles homonymes, voir Willoughby et Tottenham.
Le major William Edmund Willoughby-Tottenham, né le 3 mars 1878 et mort à Suva le 22 août 1962, est un militaire britannique puis homme politique fidjien.

## Biographie
Engagé dans la British Army, il est fait second lieutenant en mai 1900 et participe à la seconde guerre des Boers. Il prend part également à la Première Guerre mondiale et est promu major en septembre 1915,,. Il démissionne de l'Armée en octobre 1924 et s'installe aux Fidji, alors une colonie britannique. Il achète des terres à Savusavu et y établit des plantations fruitières, où il emploie des ouvriers agricoles indo-fidjiens,.
Il entre en politique peu après son arrivée et en 1926 est élu représentant euro-fidjien au Conseil législatif des Fidji, pour la circonscription couvrant les îles de Vanua Levu et Taveuni. Réélu en 1929 et 1932, il perd son siège en 1937 et meurt aux Fidji en 1962 à l'âge de 84 ans.